# Santa Cruz (Texas)
Santa Cruz es un lugar designado por el censo ubicado en el condado de Starr en el estado estadounidense de Texas. En el Censo de 2010 tenía una población de 54 habitantes y una densidad poblacional de 744,63 personas por km².

## Geografía
Santa Cruz se encuentra ubicado en las coordenadas 26°21′13″N 98°46′3″O / 26.35361, -98.76750. Según la Oficina del Censo de los Estados Unidos, Santa Cruz tiene una superficie total de 0.07 km², de la cual 0.07 km² corresponden a tierra firme y (0%) 0 km² es agua.

## Demografía
Según el censo de 2010, había 54 personas residiendo en Santa Cruz. La densidad de población era de 744,63 hab./km². De los 54 habitantes, Santa Cruz estaba compuesto por el 100% blancos, el 0% eran afroamericanos, el 0% eran amerindios, el 0% eran asiáticos, el 0% eran isleños del Pacífico, el 0% eran de otras razas y el 0% pertenecían a dos o más razas. Del total de la población el 100% eran hispanos o latinos de cualquier raza.